# Яблонов хребет
Я̀блоновият хребет (на руски: Яблоновый хребет; на бурятски: Яаблан дабаан, от глагола ябаха – „вървя“, в значение „проходим превал“) е нископланински хребет в Забайкалието, в западната част на Забайкалски край и малък участък в югоизточната част на Бурятия в Русия. Простира се в посока от югозапад (Малханския хребет) на североизток до устието на река Каренга (десен приток на Витим, десен приток на Лена) на протежение около 650 km. Ширина от 20 до 120 km. На северозапад се спуска към долините на реките Хилок (десен приток на Селенга), Витим и десният ѝ приток Конда, а на югоизток – към долините на реките Ингода (лява съставяща на Шилка), левият ѝ приток Чита и Каренга. Максимална височина връх Конталакски Голец 1706 m (53°54′47″ с. ш. 115°41′35″ и. д. / 53.913056° с. ш. 115.693056° и. д.), разположен в крайната му североизточна част. Изграден е основно от гранити, кристалинни шисти и пясъчници. Има следи от древни залезявания. Яблоновият хребет е главен вододел между басейните на Северния ледовит океан (реките Енисей и Лена) и Тихия океан (Амур). От северозападните му склонове се спускат реки принадлежащи към басейните на Енисей и Лена, а от югоизточните – принадлежащи към басейна на Амур. Склоновете му са покрити с лиственична и по-рядко със смърчово-елова тайга. По южните му склонове се срещат и борови гори. Най-високите му части (над 1200 – 1400 m) са заети от планинска тундрова растителност. Разработват се находища на злато, въглища, железни руди, волфрам.

## Национален атлас на Русия
- Забайкалие[3]